# Baierbach
Baierbach er en kommune i Landkreis Landshut, i regierungsbezirk Niederbayern i den tyske delstat Bayern. Den er en del af Verwaltungsgemeinschaft Altfraunhofen.

## Geografi
Baierbach ligger i den sydlige del af Landkreis Landshut mellem floderne Große und Kleine Vils, omkring 15 km syd for Landshut og 8 km nord for Velden.

### Nabokommuner
- Altfraunhofen
- Geisenhausen
- Neufraunhofen
- Hohenpolding (Landkreis Erding)